# Selección femenina de voleibol de Argentina

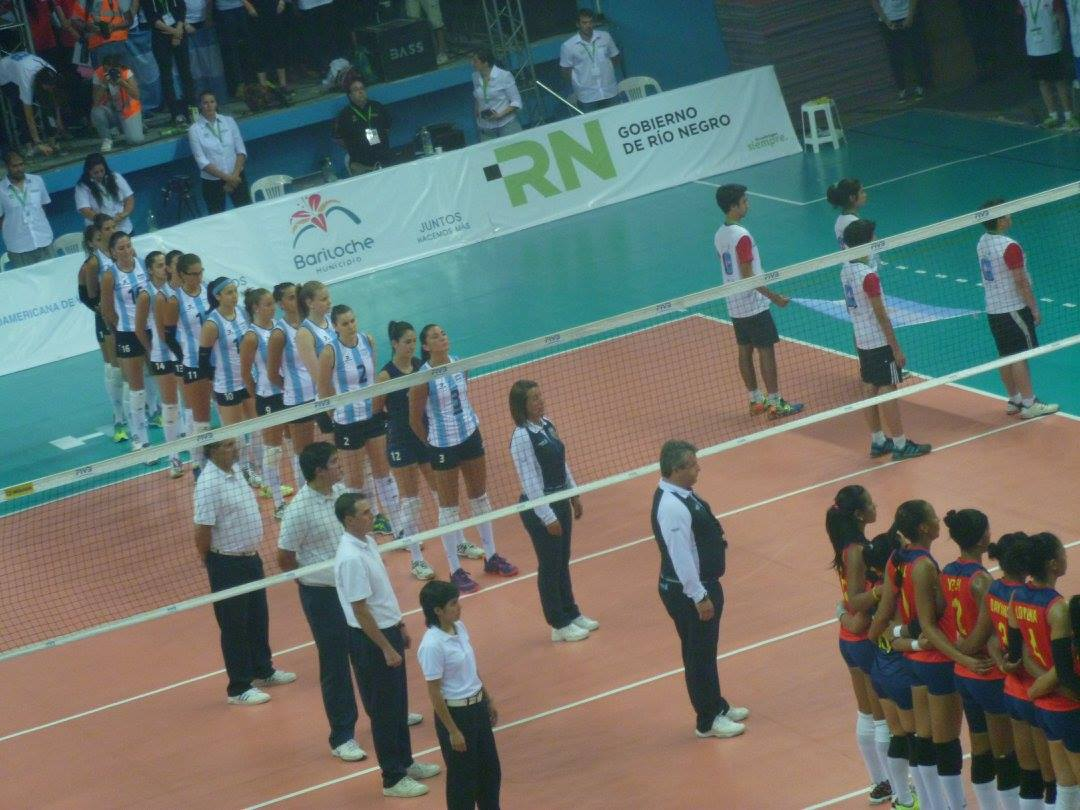
Las panteras, selección argentina de vóley femenino antes de jugar la final con el seleccionado de Perú. Al ganar 3-0 la selección argentina consiguió, por primera vez, el pase a los Juegos Olímpicos de Río de Janeiro 2016.

La selección femenina de voleibol de Argentina, apodada las panteras, es el equipo nacional de voleibol femenino de Argentina que representa a la Federación del Voleibol Argentino (FEVA). Participa en los torneos organizados por la Confederación Sudamericana de Voleibol (CSV), así como en los de la Federación Internacional de Voleibol (FIVB).

## Historia
Este deporte fue introducido en 1912. En 1932, se fundó la Federación del Voleibol Argentino. Al año siguiente, se organizó el primer campeonato nacional de primera división. En 1941, la Federación ingresó a la Confederación Argentina de Deportes y al Comité Olímpico Argentino.
Su primera participación en un torneo internacional fue en el Campeonato Sudamericano de Voleibol Femenino de 1951. Dicho evento fue realizado en el Gimnasio del Fluminense F. C, del 12 al 22 de septiembre. Cuatro selecciones (Brasil, Argentina, Perú y Uruguay) participaron de la primera edición. El campeón fue Brasil, quedando Argentina en cuarto lugar (tres derrotas). La particularidad fue que en este caso jugaron a dos sets, no tres como jugaban los hombres.
Si bien participó de los campeonatos mundiales de 1960, 1982 y 1990, el torneo de 2002 fue el primero al que pudo acceder por la vía deportiva en lugar de a través de una invitación. Lo logró tras derrotar a la selección de Perú en un torneo clasificatorio realizado en la ciudad de Santa Fe. La selección argentina llegó al partido definitorio luego de haber vencido a Venezuela y haber perdido frente a un Brasil ya clasificado. Perú, por su parte, había perdido sus dos partidos y necesitaba triunfar por 3-0 para mantener sus chances de clasificación. Los dos equipos tenían un historial reciente equilibrado, en donde Argentina había vencido a Perú en el Campeonato Sudamericano de 1999 para quedarse por primera vez con la medalla de plata en la competencia y conseguir así la clasificación para la Copa del Mundo de Japón 1999; mientras que en el preolímpico del año 2000 Perú remontó un 0-2 para quedarse con el partido y la clasificación para los Juegos Olímpicos de Sídney 2000. Con parciales de 25-16, 25-13 y 25-14, la selección argentina logró el triunfo y con él aseguró su participación en el Mundial de Alemania.
Sus mayores logros deportivos fueron la medalla de oro en los Juegos Suramericanos de 2014 y el tercer puesto en los Juegos Panamericanos de 2019. En Juegos Olímpicos han logrado dos clasificaciones consecutivas (Río de Janeiro 2016 y Tokio 2020) mientras que en campeonatos mundiales registran siete participaciones, alcanzando en 2022 por primera vez la segunda fase del torneo. El final del mundial 2022 también marcó el cierre del ciclo de Hernán Ferraro como entrenador de la selección, cargo que ocupaba desde 2019. En diciembre de 2022, se anunció la contratación de Daniel Castellani como nuevo técnico de la selección, con miras a la clasificación para los Juegos Olímpicos de París 2024.
En la primera competencia oficial con Castellani al mando, el equipo argentino consiguió la Copa Panamericana de 2023, logrando por primera vez el título en esa competencia. A ese logro le siguieron el volver a la medalla de plata en el Sudamericano de 2023 después de 10 años y una buena actuación en el Torneo de Clasificación Olímpica de 2023, donde si bien no consiguió un pasaje a los Juegos Olímpicos terminó en el quinto puesto con tres victorias, dos de ellas ante rivales europeos mejor ubicados en la clasificación FIVB (Bélgica y Bulgaria).En 2024 participaron de la Copa Challenger, donde fueron eliminadas en primera ronda por el equipo que posteriormente se consagraría campeón del certamen, la República Checa, y más tarde lograron el bicampeonato de la Copa Panamericana tras derrotar a Estados Unidos en la final por 3-0.

## Resultados

### Juegos Olímpicos
| Año                 | Ronda        | Posición | PJ | PG | PP | SG | SP |
| ------------------- | ------------ | -------- | -- | -- | -- | -- | -- |
| Río de Janeiro 2016 | Primera fase | 9.º      | 5  | 1  | 4  | 3  | 14 |
| Tokio 2020          | Primera fase | 11.º     | 5  | 0  | 5  | 0  | 15 |
| Total               |              |          | 10 | 1  | 9  | 3  | 29 |

### Campeonato Mundial
| Año                         | Ronda        | Posición | PJ | PG | PP | SG | SP |
| --------------------------- | ------------ | -------- | -- | -- | -- | -- | -- |
| Brasil 1960                 |              | 8.º      |    |    |    |    |    |
| Perú 1982                   |              | 18.º     |    |    |    |    |    |
| China 1990                  |              | 15.º     |    |    |    |    |    |
| Alemania 2002               | Primera fase | 17.º     | 5  | 1  | 4  | 5  | 12 |
| Italia 2014                 | Primera fase | 17.º     | 5  | 1  | 4  | 5  | 12 |
| Japón 2018                  | Primera fase | 19.º     | 5  | 1  | 4  | 3  | 12 |
| / Países Bajos/Polonia 2022 | Segunda fase | 16.º     | 9  | 2  | 7  | 8  | 24 |
| Total                       |              |          |    |    |    |    |    |

### Copa Mundial
| Año          | Ronda        | Posición | PJ | PG | PP | SG | SP |
| ------------ | ------------ | -------- | -- | -- | -- | -- | -- |
| Uruguay 1973 | Primera fase | 8.º      | 6  | 1  | 5  | 4  | 15 |
| Japón 1999   | -            | 11.º     | 11 | 1  | 10 | 7  | 30 |
| Japón 2003   | -            | 11.º     | 11 | 1  | 10 | 4  | 30 |
| Japón 2011   | Segunda fase | 10.º     | 11 | 3  | 8  | 9  | 26 |
| Japón 2015   | Segunda fase | 8.º      | 11 | 4  | 7  | 15 | 23 |
| Japón 2019   |              | 10.º     |    |    |    |    |    |
| Total        |              |          |    |    |    |    |    |

### World Grand Prix
| Año      | Ronda        | Posición | PJ | PG | PP | SG | SP |
| -------- | ------------ | -------- | -- | -- | -- | -- | -- |
| WGP 2011 | -            | 14.º     | 9  | 2  | 7  | 7  | 25 |
| WGP 2012 | -            | 15.º     | 9  | 0  | 9  | 4  | 27 |
| WGP 2013 | -            | 16.º     | 9  | 2  | 7  | 10 | 25 |
| WGP 2014 | -            | 17.º     | 9  | 4  | 5  | 14 | 18 |
| WGP 2015 | Primera fase | 19.º     | 6  | 1  | 5  | 7  | 16 |
| WGP 2016 | Primera fase | 10.º     | 6  | 2  | 4  | 12 | 12 |
| WGP 2017 | Primera fase | 22.º     | 9  | 2  | 7  | 11 | 22 |
| Total    |              |          |    |    |    |    |    |

## Equipo actual
Esta lista de catorce jugadoras fue presentada para participar en el Campeonato Mundial de Voleibol Femenino de 2025:
| N.º | Nombre             | Edad                 | Altura | Peso  | Ataque  | Bloque  | Posición | Club                        |
| --- | ------------------ | -------------------- | ------ | ----- | ------- | ------- | -------- | --------------------------- |
|     | Victoria Mayer (C) | 19/06/2001 (24 años) | 1.77 m | 59 kg | 2.89 cm | 2.70 cm | Armadora | Radomka Radom               |
|     | Azul Benítez       | 05/02/1998 (27 años) | 1.65 m |       |         |         | Armadora | Vitória SC                  |
| 18  | Martina Bednarek   | 21/07/2006 (19 años) | 1.85 m |       |         |         | Opuesta  | San Lorenzo de Almagro      |
| 9   | Bianca Cugno       | 22/04/2003 (22 años) | 1.90 m | 84 kg | 2.98 cm | 2.85 cm | Opuesta  | Levallois Paris Saint Cloud |
| 19  | Brenda Graff       | 20/07/1994 (31 años) | 1.87 m | 85 kg | 3.13 cm | 3.05 cm | Central  | Protathlites Pefkon         |
| 12  | Avril García       | 26/09/2004 (20 años) | 1.86 m |       |         |         | Central  | Levallois Paris Saint Cloud |
| 21  | Micaela Cabrera    | 28/04/2005 (20 años) | 1.82 m |       |         |         | Central  |                             |
| 5   | Candela Salinas    | 23/05/2000 (25 años) | 1.83 m | 64 kg | 2.78 cm | 2.65 cm | Punta    |                             |
| 10  | Daniela Bulaich    | 05/09/1997 (27 años) | 1.78 m | 53 kg | 3.01 cm | 2.85 cm | Punta    | CBF Balducci HR Macerata    |
| 6   | Bianca Bertolino   | 04/07/2002 (23 años) | 1.85 m |       |         |         | Punta    | Georgia Tech                |
| 7   | Nicole Pérez       | 01/04/2002 (23 años) | 1.81 m | 63kg  |         |         | Punta    | Volley Ball Pays Viennois   |
| 1   | Elina Rodríguez    | 11/02/1997 (28 años) | 1.89 m | 75kg  | 3.00m   | 2.84m   | Punta    | Sigorta Shop                |
| 15  | Antonela Fortuna   | 10/05/1995 (30 años) | 1.75 m | 61 kg | 2.85 m  | 2.75 m  | Líbero   | Avarca de Menorca           |
| 20  | Agostina Pelozo    | 19/11/1999 (25 años) | 1.63 m | 56 kg | 2.77 cm | 2.63 cm | Líbero   | Rosario Sonder              |

## Planteles anteriores
Ver: Anexo:Planteles de la Selección femenina de voleibol de Argentina

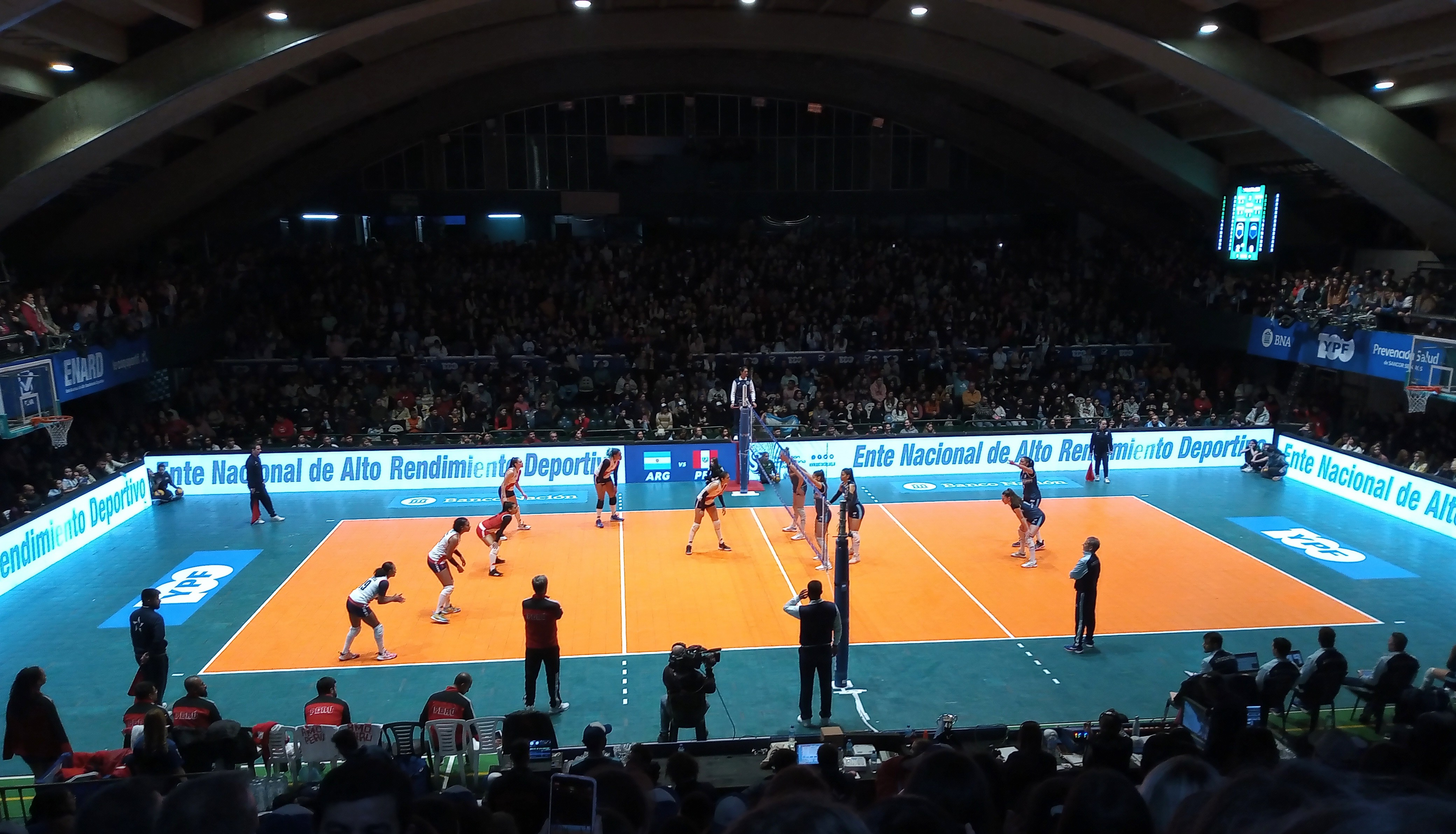
La selección femenina enfrentando a su par de Perú en un partido amistoso en 2022.

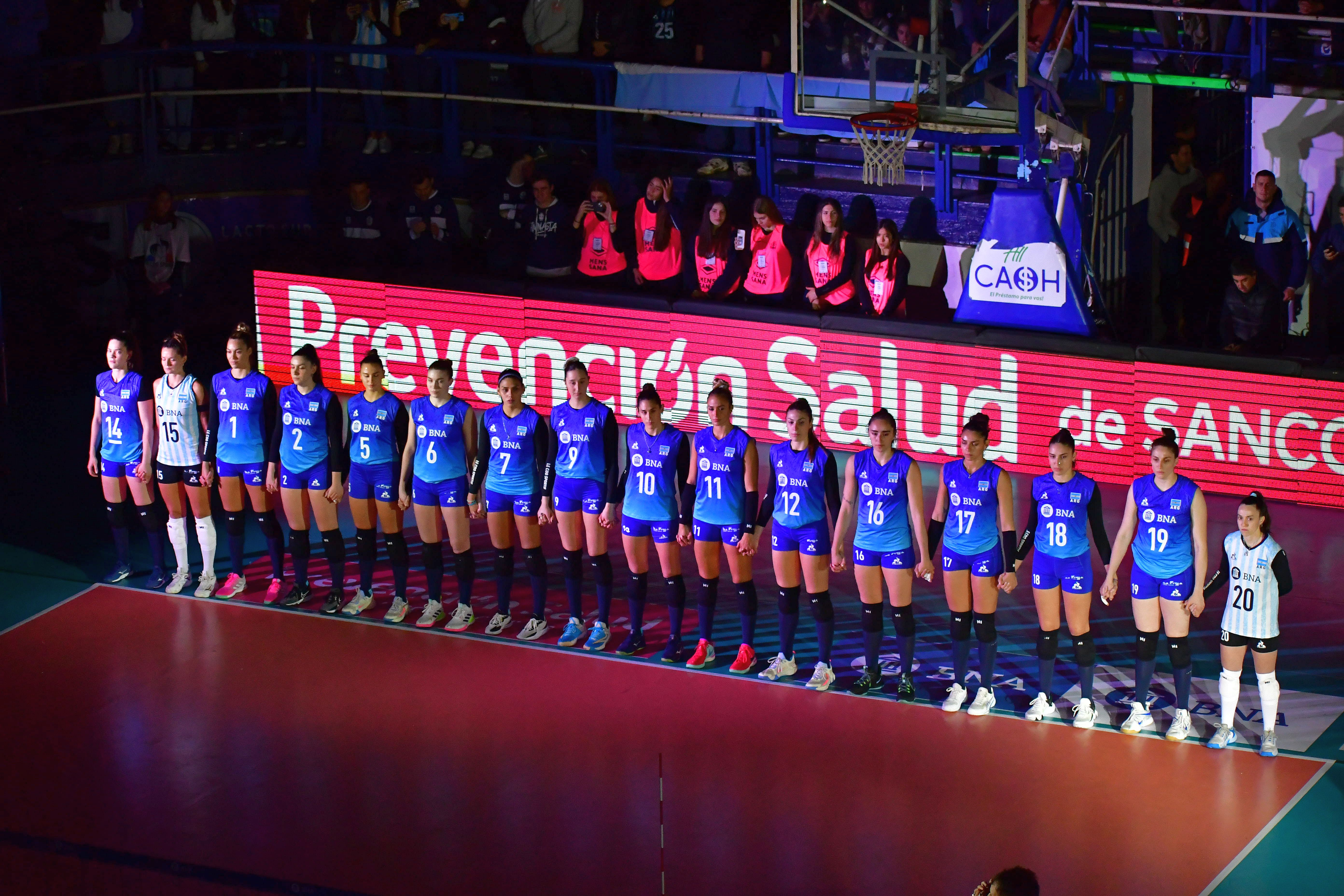
La formación completa de la selección femenina argentina previo a enfrentar a Corea del Sur en un amistoso en 2024.

## Medallero
| Competición             | Oro | Plata | Bronce | Total |
| ----------------------- | --- | ----- | ------ | ----- |
| Juegos Panamericanos    | 0   | 0     | 1      | 1     |
| Campeonato Sudamericano | 0   | 7     | 14     | 21    |
| Juegos Suramericanos    | 1   | 2     | 1      | 4     |
| Copa Panamericana       | 2   | 0     | 3      | 5     |
| Final Four              | 0   | 0     | 2      | 2     |
| Total                   | 3   | 9     | 21     | 33    |

## Divisiones inferiores

### Selección sub-23
| Competición               |   |   |   | Total |
| ------------------------- | - | - | - | ----- |
| Campeonato Mundial Sub-23 | 0 | 0 | 0 | 0     |
| Copa Panamericana Sub-23  | 0 | 1 | 1 | 2     |
| Sudamericano Sub-22       | 0 | 0 | 0 | 0     |
| Total                     | 0 | 1 | 1 | 2     |

### Selección sub-20
| Competición                     |   |   |    | Total |
| ------------------------------- | - | - | -- | ----- |
| Campeonato Mundial Sub-20       | 0 | 0 | 0  | 0     |
| Copa Panamericana Sub-20        | 0 | 1 | 0  | 1     |
| Sudamericano Sub-20             | 0 | 7 | 11 | 18    |
| Juegos Olímpicos de la Juventud | 0 | 0 | 0  | 0     |
| Total                           | 0 | 8 | 11 | 19    |

### Selección sub-18
| Competición               |   |   |   | Total |
| ------------------------- | - | - | - | ----- |
| Campeonato Mundial Sub-18 | 0 | 0 | 0 | 0     |
| Copa Panamericana Sub-18  | 2 | 0 | 0 | 2     |
| Sudamericano Sub-18       | 3 | 8 | 9 | 18    |
| Total                     | 5 | 8 | 9 | 20    |

### Selección sub-16
| Competición         |   |   |   | Total |
| ------------------- | - | - | - | ----- |
| Sudamericano Sub-16 | 2 | 1 | 1 | 4     |
| Total               | 2 | 1 | 1 | 4     |